# Amanethes
Amanethes ist das neunte Studioalbum der schwedischen Band Tiamat. Es erschien 2008 über Nuclear Blast.
Amanethes (eigentlich αμανέδες amanédhes beziehungsweise amanédes) ist der Plural der Bezeichnung αμανές amanés für einen griechischen Musikstil, dessen Wurzeln bis zu alten ägyptischen Klagegesängen zurückreichen sollen; es handelt sich außerdem um eines der ersten Wörter in griechischer Sprache, die Johan Edlund, der Kopf der Band, sich merkte.
Im Gegensatz zu den vorigen Alben griff die Band auf Amanethes wieder Einflüsse aus dem extremen Metal auf, in dem ihre Frühwerke verwurzelt waren.

## Entstehung
Amanethes wurde zunächst als Arbeitstitel für das Album gewählt, stellte sich aber mit der Zeit als „mehr als nur ein Arbeitstitel“ heraus. Die Musiker mussten sich erstmals „nicht den Kopf zerbrechen, wie ein Album heißen sollte“, vielmehr sei der Begriff beim Schreiben der Musik in ihren Köpfen gewesen und habe sie geprägt.

“AMANETHES stand wie eine Frage über dem ganzen Prozess des Song-Schreibens, wir wollten dieses Wort mit Leben erfüllen, nicht seine Klischees bedienen. Dazu kommt, dass man es nicht einfach so übersetzen kann, es steht in einem kulturellen Kontext, den in gewisser Weise auch die Musik aufgenommen hat. Da sind einige griechische Einflüsse enthalten – ebenso wie in den Texten.”

Es stammen jedoch nicht alle Stücke aus der Zeit vor Edlunds Umzug nach Thessaloniki, sondern zum Teil noch aus der Zeit, als er in Hamburg und Berlin lebte.
Bis auf das Schlagzeug wurden alle Spuren in Johan Edlunds Heimstudio The Mansion in Thessaloniki aufgenommen; die Schlagzeugspuren wurden im Mega Studio in Stockholm eingespielt, nachdem Bassist Anders Iwers „beim Versuch, über seinen Bruder (Peter, Bassist bei In Flames – Anm.d.A.) das In Flames-Studio zu bekommen, auf familiäres Schweigen gestoßen war“. Abgemischt und gemastert wurde das Album in Siggi Bemms Woodhouse-Studio in Hagen.

## Titelliste
Alle Stücke von Johan Edlund, sofern nicht anders angegeben.
1. The Temple of the Crescent Moon – 5:33
2. Equinox of the Gods – 4:35
3. Until the Hellhounds Sleep Again – 4:07
4. Will They Come? – 5:13
5. Lucienne – 4:41
6. Summertime Is Gone – 3:53
7. Katarraktis Apo Aima – 2:43
8. Raining Dead Angels – 4:18
9. Misantropolis – 4:13
10. Amanitis – 3:21
11. Meliae – 6:11
12. Via Dolorosa – 4:06
13. Circles – 3:48
14. Amanes – 5:29 (Edlund, Anders Iwers)
15. Thirst Snake (Bonustitel der Digipak-Version)

## Musikstil und Texte
Nach der Entwicklung in Richtung Dark Rock enthält Amanethes „wieder einige harte, schwarzmetallische Tracks“, greift aber neben dem aggressiven Gesang früherer Tiamat-Werke auch auf den bekannten, gothic-beeinflussten Stil, östliche Klänge und Keyboard-Melodien zurück. Robert Müller vom Metal Hammer verortete den Stil der Band auf Amanethes „irgendwo zwischen Gothic Rock, Psychedelic und Prog Metal“.
Wie „[i]n gewisser Weise […] alle Tiamat-Alben“ trägt auch Amanethes autobiographische Züge, außerdem enthalten die Texte aufgrund der Orientierung am Titel des Albums „einige griechische Einflüsse“. Auf Robert Müllers Frage, ob dies „also das ‚Johan im Liebesglück in Thessaloniki‘-Album“ sei, antwortete dieser, Liebe sei „ein Thema, ganz klar, jedoch in all ihren Facetten. Aber vieles ist gar nicht so konkret.“ Die Titel Lucienne und Meliae wurden wegen ihres Klangs gewählt, letzterer in Anlehnung an die Meliaden aus der griechischen Mythologie; da diese Abkömmlinge Gaias sind, sollte dieses Stück das sein, was Gaia auf Wildhoney war.

## Kritiken
Amanethes wurde von Rock-Hard-Redakteur Wolf-Rüdiger Mühlmann verrissen. Mit Bezugnahme auf diesen Verriss äußerte Edlund, er sei „wahrscheinlich der einzige noch lebende Frontmann einer schwedischen Black-Metal-Band aus den Achtzigern“, und somit habe er „jegliches Recht, weitere Black-Metal-Songs zu schreiben“. Dies könnten andere inzwischen vielleicht besser, aber der Text zu The Equinox of the Gods sei seiner Überzeugung nach „brillant“. Da lasse er „keine andere Meinung zu“. Mühlmanns Kollege Marcus Schleutermann schrieb, es reiche „zugegebenermaßen nicht ganz“ an Clouds Wildhoney oder A Deeper Kind of Slumber heran, sei aber „trotzdem ein gelungenes Album“. Vom „mit seinem völlig unpassenden Knüppel-Drumming in der Tat gründlich missratenen“ Equinox of the Gods abgesehen finde er „keinen einzigen Stinker“.
Im Metal-Hammer-Soundcheck erreichte das Album Platz 9. Matthias Mineur schrieb, das neue Album zeige „vor allem eines: In Edlunds tiefstem Inneren pocht ein Metal-Herz, das zwar reichlich Gothic in seine Venen pumpt, aber den harten Stockeinsatz und die wadenbeißenden Gitarren scheinbar als genetische Urveranlagung in sich trägt. […] Im Camp der Plattenfirma spricht man vorsorglich von einer stilistischen Mixtur der zurückliegenden sechs Studioscheiben und hofft, dass Tiamat mit AMANETHES keine potenziellen Käufer verschrecken. Die Sorge ist unbegründet: Wer derart kompromisslos zu Werke geht, wird seine Fans generell überzeugen – und so schonungslos wie auf AMANETHES waren Tiamat schon seit zehn Jahren nicht mehr unterwegs.“ Er gab dem Album fünf von sieben Punkten. Sein Kollege Robert Müller schrieb, dass diejenigen, denen Judas Christ und Prey nicht zusagten, „auch hier nicht in Lobeshymnen ausbrechen“ würden, aber bei Akzeptanz gegenüber den Musikstil auf diesem Album verzücke dieses „mit einem enormen musikalischen Ausdrucksspektrum – von der schonungslosen Härte eines ‚Equinox Of The Gods‘ bis zum perfekt inszenierten Herzschmerz von ‚Amanes‘“. Er vergab sechs Punkte. Frank Thiessies verglich das Album „[v]on Stimmung und Stimme her hymnisch sowie melodisch-sakral“ mit The Sisters of Mercy, The Mission und Type O Negative, die Band blase jedoch „jeglichen Kerzenschein und Patschuli-Muff mit einem malmenden Metal-Orkan in den Orkus. So muss es sein!“ Auch er vergab fünf Punkte.